# Ary Fontoura
Ary Fontoura Beira (Curitiba, 27 de enero de 1933) es un actor brasileño, quien ha participado en varias de las telenovelas de Rede Globo.

## Telenovelas
- 2018 - Orgulho e Paixão ... Afrânio Cavalcante, Barón De Oro Verde
- 2017 - Dos Hermanos ... Abelardo Reinoso
- 2016 - Êta Mundo Bom! ... Quinzinho
- 2013 - Amor à Vida ... Dr. Lutero Moura Cardoso
- 2012 - Gabriela .... Coronel Coriolano Ribeiro
- 2012 - As Brasileiras .... Jardel (Episódio: A Inocente de Brasília)
- 2011 - Dinosaurios & Robots .... Isaías "Zazá" Junqueira Alves
- 2009-2010 - Acuarela del amor .... Jacques Conti
- 2008-2009 - La favorita .... Silveiro
- 2007-2008 - Siete pecados .... Romeu
- 2003-2004 - Chocolate con pimienta .... Ludovíco Canto e Melo
- 2001 - Puerto de los milagros .... Deputado Pitágoras William Mackenzie
- 2001 - Sítio do Picapau Amarelo .... Coronel Teodorico
- 1999 - Vila Madalena .... Elpídio Menezes (Menêz)
- 1998 - Meu Bem Querer .... Delegado Neris
- 1997 - La indomable .... Deputado Pitágoras William Mackenzie
- 1996 - Vira-Lata .... Aurélio
- 1994 - A Viagem .... Tibério Campos
- 1993 - Agosto .... Ipojuca
- 1992 - Deus nos Acuda .... Félix
- 1990 - Araponga .... General Perácio
- 1989 - Tieta .... Coronel Artur da Tapitanga
- 1988 - Bebê a Bordo .... Nero Petraglia
- 1986 - Hipertensão .... Romeu
- 1985 - Roque Santeiro .... Prefeito Florindo Abelha, "Seu Flô”
- 1984 - Amor com Amor se Paga .... Nonô Correia
- 1983 - Guerra dos Sexos .... Dino
- 1983 - Paraíso .... Padre Bento
- 1981 - Jogo da Vida .... Celinho
- 1980 - Plumas e Paetês .... Raul
- 1979 - Marron Glacê .... Ernani
- 1978 - Dancin' Days .... Ubirajara Martins Franco
- 1977 - À Sombra dos Laranjais .... Tomé Caldas / Estopim
- 1977 - Nina .... Fialho
- 1976 - Saramandaia .... Aristóbulo
- 1975 - Gabriela .... Dr. Pelópidas Clóvis Costa
- 1974 - O Espigão .... Baltazar Camará
- 1973 - O Semideus .... Mauro
- 1972 - Uma Rosa com Amor .... Afrânio
- 1972 - Bandeira 2 .... Apolinário
- 1971 - O Cafona .... Profeta
- 1970 - Assim na Terra Como no Céu .... Rodolfo Augusto
- 1970 - Verão Vermelho
- 1969 - A Ponte dos Suspiros
- 1969 - Rosa Rebelde .... Conde
- 1968 - Passo dos Ventos .... Professor de Equitação de Vivien
- 1962 - O Vigilante Rodoviário (Episódio: Aventura em Vila Velha)